# Ilja Richter

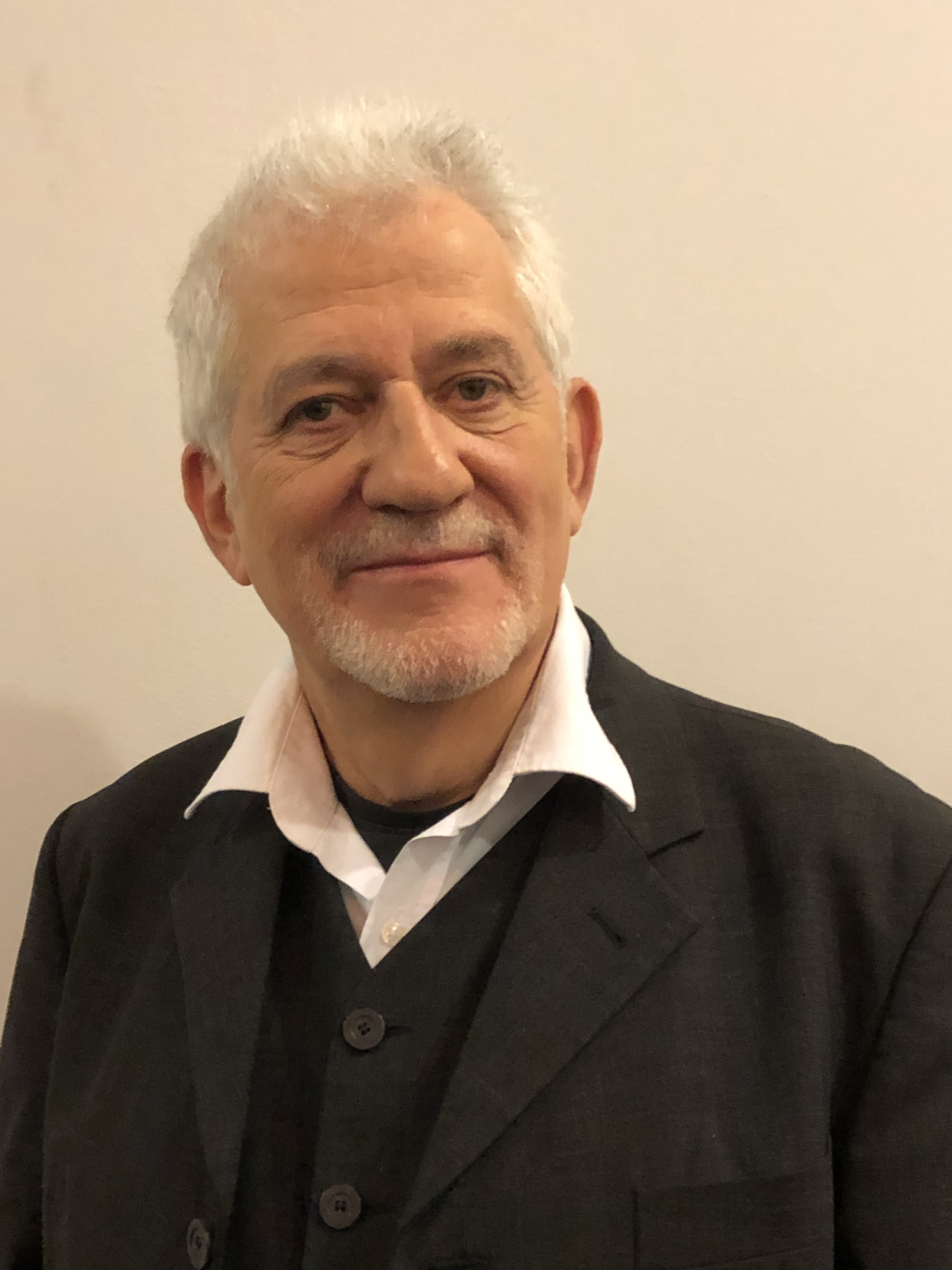
Ilja Richter nach einer Lesung in Berlin (2019)

Ilja Richter (* 24. November 1952 in Ost-Berlin) ist ein deutscher Schauspieler, Synchronsprecher, Sänger, Autor, Kolumnist, Bühnenregisseur sowie Hörspiel- und Hörbuchsprecher. Er wurde insbesondere als Moderator der ZDF-Show disco bekannt.

## Leben
Ilja Richter wurde als drittes Kind von Eva und Georg Richter in Berlin-Karlshorst geboren. Sie benannten den Sohn nach dem russischen Schriftsteller und Journalisten Ilja Ehrenburg. Der Vater war damals Kommunist und verbrachte in der Zeit des Nationalsozialismus neuneinhalb Jahre in Zuchthaus und KZ. Die jüdische Mutter überlebte mit gefälschter „arischer Identität“ die NS-Zeit. Nachdem die Familie in der DDR politisch in Schwierigkeiten geraten war, zog sie 1953 nach West-Berlin, wo die Eltern eine Gaststätte pachteten. Im Jahr 1955 wurde Iljas Schwester Janina geboren, und 1959 siedelte die Familie nach Köln über. Auch dort betrieben die Richters eine Gaststätte, zogen aber 1960 zurück nach West-Berlin, wo sie in der Lietzenburger Straße eine Pension eröffneten. Die Mutter, eine ehemalige Schauspielerin, brachte Ilja zum Vorsprechen zum SFB.
Ilja Richter war von 1975 bis 1978 mit der Sängerin Marianne Rosenberg liiert. Von 1995 bis 1997 war er mit der Filmeditorin Stephanie von Falkenhausen verheiratet. Sein Sohn Kolja (* 2001) entstammt der Beziehung mit einer französischen Maskenbildnerin. 2018 wurde die Geburt seines zweiten Kindes bekannt. Mit seiner heutigen Partnerin, der Schauspielerin Barbara Ferun (* 1972), lebt Ilja Richter in Berlin-Pankow. 20 Jahre lang hatte er auch ein Haus in Mecklenburg-Vorpommern.
Der Fernsehfilm Gott und die Welt. Grenzgänge mit Ilja Richter  dokumentiert die komplizierte Auseinandersetzung Ilja Richters mit dem Judentum. Richter gehört keiner Religionsgemeinschaft an, bekennt sich aber zu spirituellen Neigungen.
In dem Film Spot aus – Licht an für Georg Richter!  begibt sich Ilja Richter auf Spurensuche nach seinem Vater Georg Richter, dem Widerstandskämpfer und KZ-Überlebenden.

## Künstlerischer Werdegang
Der Hörfunksender RIAS engagierte Richter, als er acht Jahre alt war: Seine erste Sprecherrolle war das Mäuschen Kukuruz in dem Hörspiel Schwarz auf weiß von Ephraim Kishon, in dessen Fernsehverfilmung er 1963 an der Seite von Edith Hancke spielte. Damit war ein Kinderdarsteller entdeckt, der in der Folgezeit an über 60 Hörspielen des RIAS mitwirkte und für Kinderrollen an Berliner Theatern engagiert wurde.
Seine erste Bühnenrolle erhielt Richter 1961 in Belvedere am Renaissance-Theater an der Seite von Viktor de Kowa. Er besuchte eine Privatschule. Im Jahr 1963 übernahm er eine kleine Rolle in dem Musical Annie Get Your Gun am Theater des Westens; die Hauptrolle spielte Heidi Brühl. 1966 trat er mit Vico Torriani ebenfalls im Theater des Westens in dem Singspiel Im weißen Rößl auf. Seine Begabung fand viel Beachtung, als er 1966 in dem Zwei-Personen-Stück Freunde und Feinde als Partner von Martin Held spielte.
Richter wirkte 1967 in der ZDF-Fernsehserie Till, der Junge von nebenan mit. Als 16-Jähriger übernahm er ab Februar 1969 (anfangs zusammen mit Suzanne Doucet) die Moderation der Musiksendung 4-3-2-1 Hot & Sweet im ZDF und war damit Deutschlands jüngster TV-Moderator und Show-Autor. Die populäre Sendung war eine Antwort des ZDF auf den Beat-Club der ARD. Ein Unterschied zum Stil des Beat-Clubs war, dass Ilja Richter – in deutlichem Kontrast zu der Art, wie Jugendliche sich damals kleideten – öfter im Anzug und mit Krawatte auftrat. Gedreht wurde in Berlin. Ab 1970 moderierte er die Musiksendung, aus der am 13. Februar 1971 Disco wurde, allein. Einige seiner Sprüche, etwa „Licht aus! Whoom! Spot an! Jaaa …!“, wurden zu geflügelten Worten. Disco erreichte hohe Einschaltquoten und wegen ihres Erfolgs kam die Sendung bald ins Abendprogramm.
Ungewöhnlich an Disco war, dass Interpreten unterschiedlicher Musikrichtungen (Schlager, Pop, Rock) in einer Sendung auftraten. Zwischen den Musikdarbietungen wurden vorher aufgezeichnete Sketche gezeigt, in denen Ilja Richter als deutlicher Enthusiast der Operette, häufig überbetonend und mit affektierter Körpersprache Kalauer darbot, die einige Kritiker als simpel und vorhersehbar bewerteten. Andere Stimmen ordneten Stil und Form von Richters Auftritt aus Sicht der damaligen Zeit ein. So sei seine schauspielerische Leistung in einem völlig anderen Kontext als dem heutigen zu verstehen. Edo Reents von der Frankfurter Allgemeinen schrieb:

„Man war eigentlich nur an den Gesangsbeiträgen interessiert und nahm die ‚Handlung‘ als lästiges Übel meistens nur so hin. Diese Handlung bestand bei der „Disco“ aus selbstgeschriebenen, gespielten, gesprochenen und auch gesungenen Beiträgen des Moderators Ilja Richter – überwiegend Klamottiges, das dem Geist von Opas Fernsehen näher zu stehen schien als, sagen wir, ‚Klimbim‘. Aber das schien eben nur so. Heute, vierzig Jahre nach der von einem zunächst Achtzehnjährigen moderierten Sendung […] muss man sagen, dass allein schon Richters schauspielerische Einlagen, auf die man damals in Unkenntnis der damit verbundenen Talentanforderungen herabblickte, das Wiedersehen lohnen.“

Insgesamt wurde Disco elf Jahre lang gesendet. Am 22. November 1982 wurde die Sendereihe im gegenseitigen Einvernehmen eingestellt. Noch 1997 wurde Disco in der 100. Folge von Kalkofes Mattscheibe im Fernsehsender Premiere parodiert.
Im Jahr 1978 produzierte Richter mit der Schauspielerin Ursela Monn das Album Riekes Jesänge mit Berliner Chansons. 1981 moderierte er die 60-minütige Fernsehshow Die Musikpalette.
Danach arbeitete er vorwiegend als Schauspieler und Regisseur. Den Einstieg dazu fand er in der Berliner Komödie Treppauf–Treppab und ging mit diesem Stück im Herbst 1983 auch auf Tournee; eine Fernsehaufzeichnung wurde 1984 gesendet. Sein bekanntester Auftritt war das Ein-Personen-Stück Der Ansager einer Stripteasenummer gibt nicht auf von Bodo Kirchhoff in der Regie von Detlef Altenbeck. Eine Zeitlang war Richter Mitglied des Ensembles des Bremer Schauspielhauses. Als Sprecher des Holzwurm der Oper wirkte er an der von Stefan Siegert geschriebenen Opernführer-für-Kinder-Serie der Deutschen Grammophon Gesellschaft mit.
Von 1985 bis 1987 war er Kolumnist der Tageszeitungen taz und Hamburger Morgenpost.
Richter betätigt sich auch als Synchronsprecher, vor allem für Trickfilme. Zu den bekanntesten Figuren, denen er seine Stimme lieh, zählen das Erdmännchen Timon aus dem Disney-Film Der König der Löwen, Graf Duckula aus der gleichnamigen Zeichentrickserie und Mike Glotzkowski aus den Pixar-Filmen Die Monster AG und Die Monster Uni.
Neben seiner Autobiografie Spot aus! Licht an! veröffentlichte Richter das Buch Der deutsche Jude, in dem er sich gemeinsam mit seiner Mutter ironisch mit der deutsch-jüdischen Geschichte auseinandersetzt. Sein auch als Hörbuch veröffentlichtes Buch Bruno – von Bären und Menschen (September 2007) ist eine Parabel über den 2006 erschossenen „Problembären“ Bruno. Am 8. Mai 2013 veröffentlichte er Du kannst nicht immer 60 sein. Mit einem Lächeln älter werden.
Im Jahr 2011 ging Richter anlässlich des 40-jährigen Jubiläums der ersten Sendung von Disco auf eine sogenannte „disco Tour“. Außerdem produzierte er mit seinem Sohn Kolja die Kinderplatte Die kleine Schnecke. 2012 nahm Richter mit „Die letzte disco tour“ Abschied von seinen Disco-Fans und widmet sich seither wieder dem Schauspiel.
Im September 2022 erschien Richters autobiografisches Buch Nehmen Sie’s persönlich. Porträts von Menschen, die mich prägten mit Fotos von Joseph Gallus Rittenberg.

## Auszeichnungen
- 1975: Bravo Otto in Gold
- 1978: Goldene Kamera[22]
- 2001: Echo Klassik (zusammen mit Stefan Siegert und Silke Dornow)[23]
- 2005: Curt-Goetz-Ring
- 2010: Deutscher Hörbuchpreis in der Kategorie Beste Fiktion für seine Lesung (mit Peter Fricke und Hanns Zischler) der Chronik der Gefühle von Alexander Kluge (Regie Karl Bruckmaier, Produktion BR, Antje Kunstmann München)
- 2014: Nominierung für den Deutschen Animationssprecherpreis beim Trickfilmfestival Stuttgart für seine Sprechrolle in Die Monster Uni

## Filmografie
- 1962: So toll wie anno dazumal
- 1963: Schwarz auf Weiß
- 1963: Piccadilly null Uhr zwölf
- 1964: Die Schneekönigin
- 1967: Till, der Junge von nebenan
- 1969: Ich bin ein Elefant, Madame
- 1969: Tony’s Freunde
- 1969–1970: 4-3-2-1 Hot & Sweet (ZDF Musiksendung)
- 1970: Wenn die tollen Tanten kommen
- 1970: Wer zuletzt lacht, lacht am besten
- 1970: Unsere Pauker gehen in die Luft
- 1970: Musik, Musik – da wackelt die Penne
- 1971: Das haut den stärksten Zwilling um
- 1971: Hilfe, die Verwandten kommen
- 1971: Die tollen Tanten schlagen zu
- 1971: Die Kompanie der Knallköppe
- 1971: Wenn mein Schätzchen auf die Pauke haut
- 1971: Tante Trude aus Buxtehude
- 1971–1973: Hei-Wi-Tip-Top
- 1971–1982: disco (ZDF Musiksendung)
- 1972: Betragen ungenügend!
- 1973: Blau blüht der Enzian
- 1973: Das Wandern ist Herrn Müllers Lust
- 1980: Bühne frei für Kolowitz
- 1980: Hollywood, ich komme
- 1981: Die Musikpalette (Fernsehshow)
- 1983: Die wilden Fünfziger
- 1985: Ausgeträumt
- 1985: Nessie – das verrückteste Monster der Welt
- 1985: Turf
- 1985: Drei Damen vom Grill
- 1985: Mein Freund Harvey
- 1986: Detektivbüro Roth
- 1992: Sylter Geschichten
- 1992: Treff am Alex
- 1996: Beim nächsten Kuß knall’ ich ihn nieder
- 1997: Wenn der Präsident zweimal klingelt
- 1998: Drei Chinesen mit dem Kontrabass
- 1999: Die Musterknaben 2
- 1999: Im Namen des Gesetzes: Freitag der 13.
- 1999: Tatort: Blinde Kuriere
- 1999: SOKO 5113: Fauler Zauber
- 1999: Spuk im Reich der Schatten
- 2000: Tatort: Mauer des Schweigens
- 2002: SOKO Kitzbühel: Ein tiefer Fall
- 2002: Herz in Flammen
- 2003: Körner und Köter
- 2003: Schlosshotel Orth
- 2004: Liebe süß-sauer: Die Verlobte aus Shanghai
- 2005: Eine Prinzessin zum Verlieben
- 2005: Ein Hund, zwei Koffer und die ganz große Liebe
- 2005: In aller Freundschaft – Zweite Begegnung
- 2006: Mein Führer
- 2007: Dornröschen: Ab durch die Hecke
- 2007: Ich leih’ mir eine Familie
- 2008: Tierärztin Dr. Mertens (TV-Serie)
- 2008: 4 Singles
- 2009: Romeo und Jutta, Regie: Jörg Grünler
- 2009: Klick ins Herz
- 2010: Das Sandmännchen – Abenteuer im Traumland (Stimme)
- 2010: Forsthaus Falkenau (TV-Serie)
- 2010: Notruf Hafenkante – Geisterstunde
- 2010: SOKO Stuttgart – Hybris
- 2013: SOKO 5113 – Das Alibi
- 2013: V8 – Du willst der Beste sein
- 2013: Rosamunde Pilcher: Alte Herzen rosten nicht
- 2013: Hotel Bogota – (Buch und Regiedebüt – Dokufilm)
- 2014: Hotel Zuhause: Bitte stören! (RTL Sitcom)
- 2015: Gott und die Welt. Grenzgänge mit Ilja Richter (Porträt)[9]
- 2015: Einfach Rosa – Die Hochzeitsplanerin (Fernsehfilm)
- 2017: Rockstars zähmt man nicht (Fernsehfilm)
- 2017–2018: Siebenstein (TV-Serie, 3 Episoden)
- 2020: Spot aus – Licht an für Georg Richter, Auf Spurensuche mit seinem Sohn Ilja
- 2021: In aller Freundschaft – Das Wunder von Leipzig
- 2021: Alice im Weihnachtsland (Fernsehfilm)

## Synchronisation (Auswahl)
Filme
- 1963: Charade: Thomas Chelimsky als „Jean-Louis“
- 1994: Der König der Löwen als „Timon“
- 1998: Der Musterschüler: David Schwimmer als „Edward French“
- 1999: Tobias Totz und sein Löwe als „Nashorn“
- 1999: Der König der Löwen 2 als „Timon“
- 1999: Matrix: Joe Pantoliano als „Cypher“ / „Mr. Reagan“
- 2001: Die Monster AG als „Michael ‚Mike‘ Glotzkowski“
- 2003: Das Geheimnis der Frösche als „Schweine“
- 2004: Der König der Löwen 3 als „Timon“
- 2006: Die Rotkäppchen-Verschwörung als „Regisseur“
- 2008: Waltz with Bashir als „Carmi Cna'an“
- 2010: Das Sandmännchen – Abenteuer im Traumland als „Habumar“
- 2012: Life of Pi: Schiffbruch mit Tiger: Irrfan Khan als „Erwachsener Pi“
- 2013: Die Monster Uni als „Michael ‚Mike‘ Glotzkowski“
- 2014: Die Pinguine aus Madagascar als „Dr. Octavius Brine/Dave“

Fernsehserien
- 1989: Graf Duckula als „Graf Duckula“ (Zeichentrick)
- 1995–1999: Abenteuer mit Timon und Pumbaa als „Timon“ (Zeichentrick)
- 1999: Jim Knopf als Mies Fies Ling (Zeichentrick)
- 2002: Friends als „David“ (1 Folge)
- 2005: Pocoyo als Erzähler (Zeichentrick)
- 2009: Die kleine Monsterin als „Edison“ (Zeichentrick)
- 2010: Nummer 6: Anton Rodgers als „Nummer Zwei“ (1 Folge)
- 2010: CHI RHO – Das Geheimnis als „C. T.“ (Zeichentrick)
- 2013: Heiter bis tödlich: Hauptstadtrevier als „Moneten-Manni“
- 2014: Wickie und die starken Männer (2014) als falscher Druide (Animation, 1 Folge)
- 2016: Die Garde der Löwen als „Timon“ (Zeichentrick)
- 2021: Monster bei der Arbeit als „Michael ‚Mike‘ Glotzkowski“ (Animation)

## Theater und Musicals

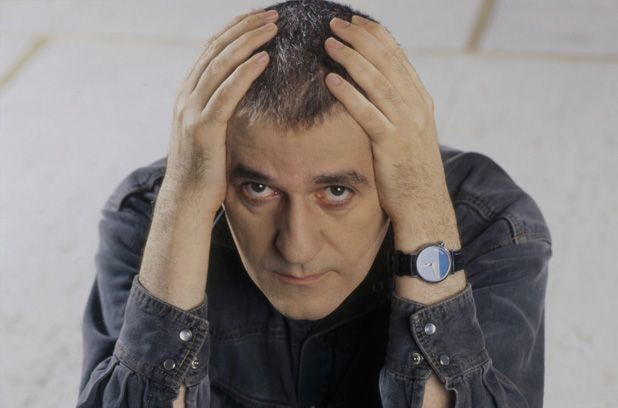
Ilja Richter bei den Proben zu seinem Stück Altweibersommer am Münchner Volkstheater, 1998

- 1961: F. Hugh Herbert: Belvedere – Renaissance-Theater Berlin
- 1962: Eugène Ionesco: Fußgänger der Luft – Schillertheater Berlin
- 1962: Thornton Wilder: In den Windeln der Kindheit – Werkstatt des Schillertheaters Berlin
- 1963: Herbert Fields, Dorothy Fields, Robert Gilbert, Irving Berlin: Annie get your gun – Theater des Westens, Berlin
- 1964: Herb Gardner: Tausend Clowns – Komödie am Kurfürstendamm
- 1966: Arkady Leokum: Feinde und Freunde – Schloßpark Theater
- 1967: Ralph Benatzky, Robert Gilbert: Im weißen Rössl
- 1982: Alan Ayckbourn: Treppauf – Treppab
- 1983: Neil Simon, Dorothy Fields, Cy Coleman: Sweet Charity
- 1984: Frank Loesser, Abe Burrows, Robert Gilbert: Wie man was wird im Leben, ohne sich anzustrengen
- 1984: Michael Frayn: Der reinste Wahnsinn (Noises Off)
- 1985: Mary Chase: Mein Freund Harvey
- 1985: Nur keine Panik
- 1987: Häuptling Abendwind … als Friseur
- 1987: Designern gibts der Herr im Schlaf
- 1988: Augenblicke für Feinde und Freunde
- 1990: Ilja Richter: Schergen bringen Glück … irgendwohin
- 1990: Anton Tschechow: Die Möwe … als Medwedenko
- 1992: Sommernachts-Sexkomödie
- 1992: Carl Sternheim: Die Hose
- 1992: Stepping Out
- 1993: Lasst uns endlich anfangen
- 1995: Bodo Kirchhoff: Der Ansager einer Stripteasenummer gibt nicht auf – Düsseldorfer Schauspielhaus
- 1996: Das Kryptogramm – Düsseldorfer Schauspielhaus
- 1997: Zuständ wie im alten Rom – Theater des Westens, Berlin
- 1998: The Black Rider – Renaissance-Theater Berlin und Bad Hersfelder Festspiele … als Teufel
- 1998: Altweibersommer – Münchner Volkstheater
- 2000/2001: John Kander, Fred Ebb: Chicago – Theater des Westens, Berlin … als Amos Hart
- 2001: Carl Sternheim: Der Snob – Westfälisches Landestheater
- 2001/2002: Mord auf Rezept – Kleine Komödie am Max II, München und Theater am Kurfürstendamm, Berlin … als Dr. Flemming
- 2003: Dinner Party
- 2003–2005: Galanacht – Komödie am Winterhuder Fährhaus, Hamburg
- 2003–2006: Frederick Loewe, Alan J. Lerner, Robert Gilbert: My fair lady – Tournee … als Prof. Henry Higgins
- 2004: Hohner – das Musical – Trossingen … als Liquidator
- 2004/2005: Pinkelstadt – das Musical … als Werdmehr von Mehrwerth
- 2005: Hugo von Hofmannsthal: Jedermann – Ital-Reding-Hofstadt, Schweiz und im Berliner Dom … als Mammon
- 2006: Verrückte muss man gar nicht erst in Stimmung bringen – Tournee
- 2006–2008: Monsieur Ibrahim und die Blumen des Koran – Tournee … als Momo
- 2007: Monsieur Ibrahim und die Blumen des Koran – Ernst-Deutsch-Theater Hamburg … alle Rollen
- 2007: Blattschuss (Düsseldorf) … als Ehemann
- 2007: Ilja Richter erinnert sich – Show oder So
- 2007: Nibelungen Festspiele-Worms … als Rüdiger von Bechelaren
- 2007: AIDS Gala-Hamburg
- 2007: Verrückte muss man gar nicht erst in Stimmung bringen
- 2007: Cole Porter: Kiss me, Kate – Duisburg
- 2007: Jerry Herman / Robert Gilbert: Hello, Dolly! – Tournee
- 2008: William Shakespeare: Richard III.
- 2008: Nibelungen Festspiele-Worms … als Rüdiger von Bechelaren
- 2010: Monsieur Ibrahim und die Blumen des Koran – Schlossparktheater Berlin
- 2011: Sechzehn Verletzte – Altes Schauspielhaus Stuttgart
- 2011: Komiker aus Versehen: Theo Lingen von Tilmann von Blomberg, Ilja Richter und Daniel Große Boymann – Komödie im Marquardt in Stuttgart
- 2016: Jordi Galceran: Der Kredit – Theater/Tournee
- 2016: My Fair Lady – Bad Hersfelder Festspiele[24]
- 2017: Ilja Richter singt Georg Kreisler – Tournee
- 2017: Ilja Richter spielt im Musical Catch me if you can in der Rolle des FBI-Agenten „Agent Carl Hanratty“ bei den Burgfestspiele Jagsthausen[25]
- 2019: Vergesst Winnetou – Ilja Richter spielt, singt, liest und tanzt den Karl May – Tournee
- 2020: Mein Lieblingslieder, zusammen mit Harry Ermer am Klavier – Schlosspark-Theater, Berlin / Tournee
- 2021: Lebe wohl und liebe mich – Goethe und die Vulpius von Silvia Hoffmann: Lesung mit Nina Hoger – Schlosspark-Theater, Berlin
- 2021: Grunewald im Orient, musikalisch-literarische Soiree von Thomas Sparr und Ilja Richter, mit Harry Ermer am Klavier – Renaissance-Theater, Berlin
- 2022: Schillern für die Ukraine, Moderation der Benefiz-Gala – Komödie am Kurfürstendamm im Schillertheater

## Hörspiele und Features
- Chronik der Gefühle – Die Hörspiele[26]
- 1989 – Graf Duckula
- 1994 – Der König der Löwen (Teile 1, 2 und 3), als Timon
- 1999 – Tobias Totz und sein Löwe, als Nashorn
- 2001 – Der Holzwurm der Oper erzählt
- 2003 – Die drei ???: Gefährliches Quiz (Folge 109), als Nick Nobel
- 2003 – TKKG: Argentinische Entführung
- 2004 – Artemis Fowl als Foaly
- 2005 – Große Geschichten neu erzählt – Alice im Wunderland, als Erzähler
- 2006 – Kabale und Liebe von Friedrich von Schiller, als Hofmarschall von Kalb, MDR, auch als Hörbuch
- 2008 – Der Räuber Hotzenplotz – Die grosse 6 CD-Hörspielbox, als Petrosilius Zwackelmann
- 2008 – Steffi Mannschatz: Schöner, stiller Gefährte der Nacht (Mondbetrachtungen) – Regie: Nikolai von Koslowski (Feature – MDR)
- 2009 – Radio Tatort – Kaltfront, als Paul Breitner
- 2014 – Der Mentor von Daniel Kehlmann, als Erwin Wangenroth, MDR/ORF/WDR, auch als Hörbuch, 1 CD, Der Audio Verlag, Berlin 2015, ISBN 978-3-86231-506-2
- 2016 – Die Sonne von Reinhard Lakomy und Monika Ehrhardt, als Höllenfürst Lichterloh, Sony Music

## Hörfunk-Lesungen
- 2008 – Der halbe Weg von Axel Eggebrecht, Regie: Matthias Thalheim, ca. 150 min., MDR KULTUR
- 2013 – Verschollene Fürstenstadt – Zerbst, Dessau, Wörlitz von Karl Emil Franzos, Regie: Matthias Thalheim, ca. 150 min., MDR KULTUR
- 2014 – Goethe als Intendant von Dietrich Fischer-Dieskau, Regie: Matthias Thalheim, ca. 300 min, MDR KULTUR
- 2017 – Geschichten vom Alten Dessauer von Karl May, Regie: Matthias Thalheim, ca. 300 min MDR KULTUR
- 2017 – Lenin und andere Leichen – Mein Leben im Schatten des Mausoleums von Ilya Zbarski und Samuel Hutchinson, Regie: Matthias Thalheim, ca. 180 min, MDR KULTUR
- 2019 – Weimar 1919 – Auf dem Weg in die erste Republik von Jörg Sobiella zusammen mit Petra Hartung und Martin Seifert, Regie: Matthias Thalheim, ca. 150 min, MDR KULTUR
- 2020 – Wie ein Theaterstück entsteht – Führer durch die Kulissen-Welt von Karel Čapek, Regie: Matthias Thalheim, ca. 160 min, MDR KULTUR
- 2022 – Der Krieg mit den Molchen von Karel Čapek, zusammen mit Götz Schulte, ca. 350 min, MDR KULTUR

## Hörbücher
- 2003 – Schiffbruch mit Tiger
- 2004 – Bambiland
- 2005 – Die Hintergründe zu den Helsinki Roccamatios
- 2005 – Die Bären-Strategie
- 2006 – Groß ist die Welt
- 2006 – Gedichte von Ringelnatz
- 2007 – Bruno – von Bären und Menschen, Gugis, Lahr 2007, ISBN 978-3-939461-24-1.
- 2019 – Gabriele Tergit: Käsebier erobert den Kurfürstendamm, ungekürzte Lesung, 659 min, mp3CD, SWR/Der Audio Verlag 2019, ISBN 978-3-7424-0912-6
- 2019 – Arthur Koestler: Sonnenfinsternis, ungekürzte Lesung, 648 min, mp3CD, SWR/Der Audio Verlag 2019, ISBN 978-3-7424-1119-8
- 2022 – Jenny Alten, Leonie Below, Johannes Disselhoff: Löre & Luc – Unser lautes Leben, Kinderhörspielreihe, 10 Folgen, 5 × 1 CD, Der Audio Verlag 2022, ISBN 978-3-7424-2287-3 ff
- 2022 – Karl May: Der alte Dessauer, Der Audio Verlag, ISBN 978-3-7424-2545-4 (Hörbuch)

## Schallplatten (Auswahl)
- 1961 – Schokolade, Pfefferminz, saure Drops
- 1961 – Lausbubentwist
- 1969 – Tip-Tap in die Tulpen (als Version von Tiny Tim Tiptoe Through The Tulips)
- 1970 – Ich hol' dir gerne vom Himmel die Sterne
- 1971 – Ich möchte barfuß über den Broadway tanzen
- 1972 – Eine Goldmedaille für deine Supertaille
- 1977 – Tip-Tap in die Tulpen (Neuversion)
- 1979 – Liebe im Büro
- 1984 – Liebeslied
- 1999 – disco CD-Reihe
- 2011 – 40 Jahre ZDF disco CD und DVD Serie
- 2012 – Best Of disco Buch und CD-Reihe

## Bücher
- Star-Szene ’77. 1000 Top-Stars präsentiert von Ilja Richter. Verlagsgesellschaft für Nachschlagewerke, Taunusstein 1977, DNB 770641202.
- Eva Richter, Ilja Richter: Der deutsche Jude (= Bibliothek der deutschen Werte.). Droemer Knaur, München 1993, ISBN 3-426-02766-6.
- Ilja Richter: Eine Liebesgeschichte. In: Unsere Mütter, Kursbuch Heft 132, Rowohlt, Berlin 1998, ISBN 3-87134-132-0.
- Ilja Richter, Harald Martenstein: Meine Story. dtv, München 2001, ISBN 3-423-20436-2 (Originaltitel: Spot aus! Licht an! – Meine Story. Hoffmann und Campe, Hamburg 1999, ISBN 3-455-11277-3).
- Ilja Richter, Viola Roggenkamp: Meine Mamme. Mit einem Essay über nachgeborene Juden in Deutschland und ihr Erbe. S. Fischer Verlag, Frankfurt am Main 2005, ISBN 3-596-16740-X.
- Ilja Richter, Erich Rauschenbach (Illustrator): Bruno – Von Bären und Menschen. Boje, Köln 2007, ISBN 978-3-414-82047-1.
- Du kannst nicht immer 60 sein. Mit einem Lächeln älter werden. Riva, München 2013, ISBN 978-3-86883-294-5.
- Nehmen Sie’s persönlich. Porträts von Menschen, die mich prägten. Mit Fotos von Joseph Gallus Rittenberg, Elsinor Verlag, Coesfeld 2022, ISBN 978-3-942788-70-0.
- Lieber Gott als nochmal Jesus. Fast eine Beichte. Elsinor, Coesfeld 2024, ISBN 978-3-942788-88-5.